# Spilburg-Kaserne
Die Spilburg-Kaserne ist ein Baudenkmal im Süden der Kernstadt von Wetzlar. Zusammen mit der Sixt-von-Armin-Kaserne im Westen der Wetzlarer Kernstadt waren in der Spitze über 4500 Soldaten und 800 zivile Mitarbeiter in Wetzlar tätig, das damit die größte Garnisonsstadt in Hessen war.

## Architektur und Baugeschichte

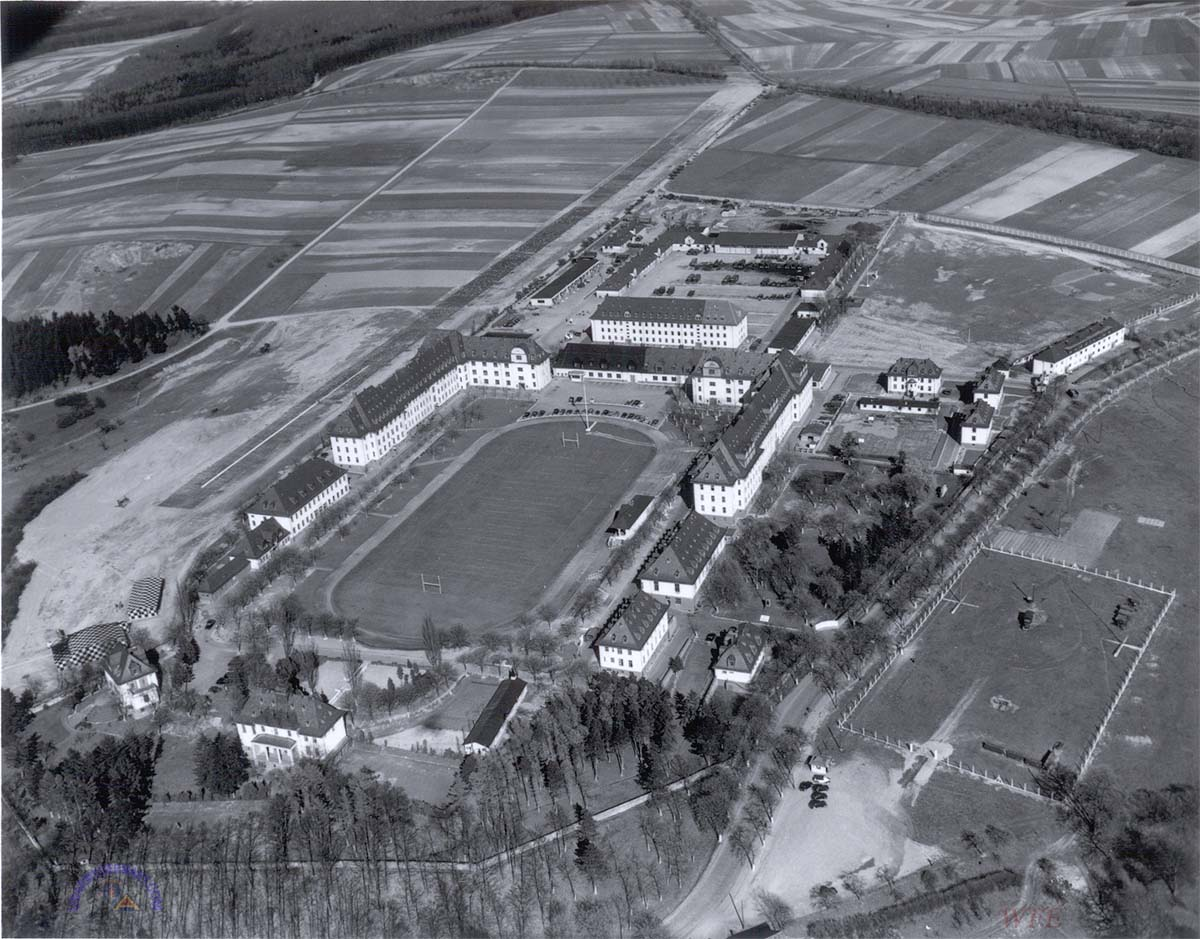
Luftbildaufnahme von 1950

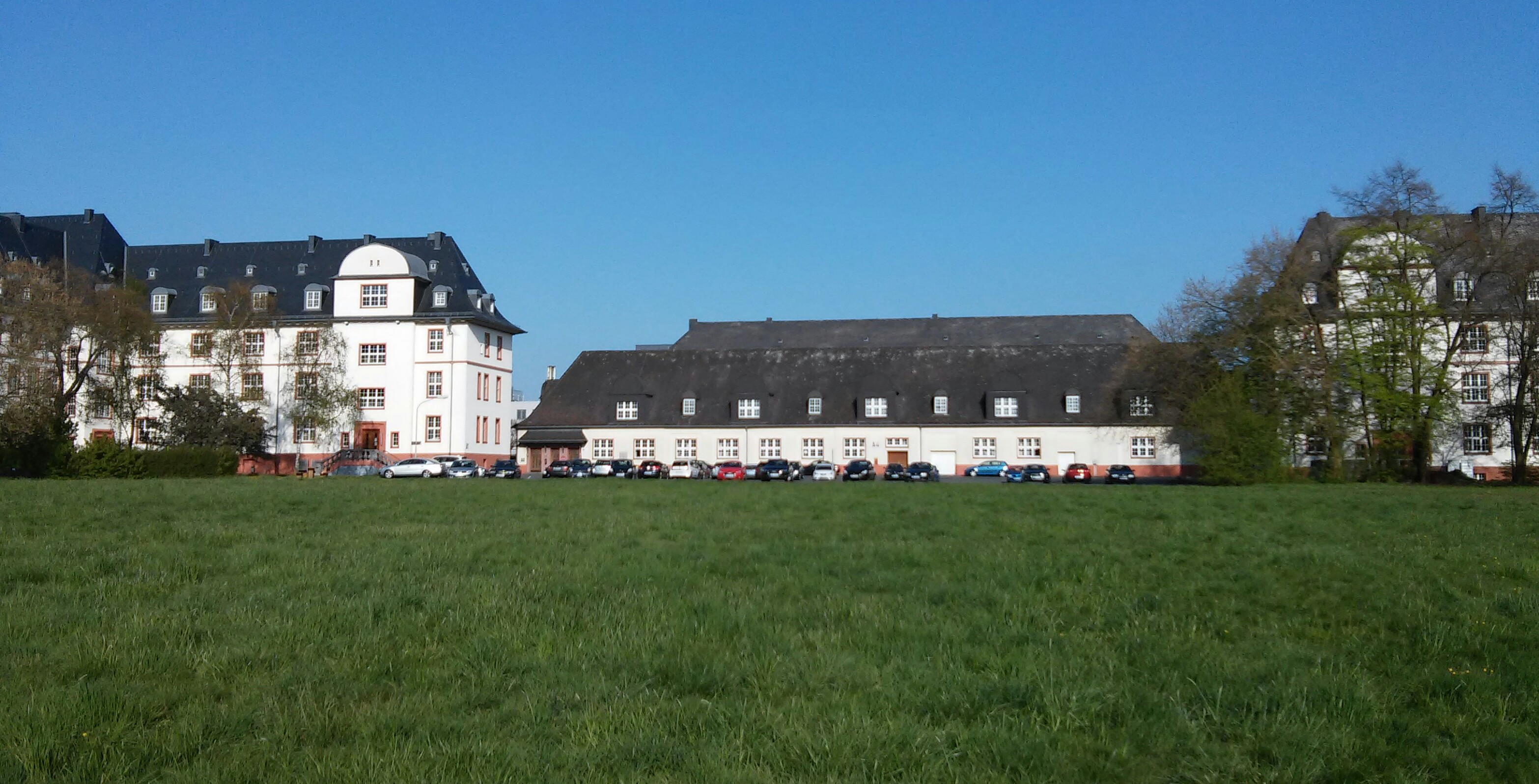
Der frühere Exerzierhof ist heute Hochschulcampus

Das Gebäudeensemble um den großen Exerzierhof entstand nach einem Entwurf von Hermann Georg Müller, Sohn des Wetzlarer Bauunternehmers Johann Georg Müller, der am 19. März 1911 der Unteroffizierschule in Biebrich vorgelegt und akzeptiert wurde. Die im Heimatstil gehaltenen Bauten entstanden ab dem Frühjahr 1913, beginnend mit den L-förmigen Mannschaftsgebäuden. Größtenteils fertiggestellt wurde das Bauensemble der Unteroffizierschule am 1. April 1914 als neuer Standort übergeben. Noch im Jahre 1914 wurden Wirtschaftsgebäude ergänzt, ehe die Bautätigkeiten wegen des Ersten Weltkriegs eingestellt wurden.
Nach der Machtergreifung des NS-Regimes wurde das Kasernengelände erneut militärisch genutzt und während der Aufrüstung der Wehrmacht stark ausgedehnt und vervollständigt.

## Nutzungsgeschichte
Vom 1. April 1914 bis zum 1. März 1920 diente die Spilburg-Kaserne als Unteroffizierschule der Preußischen Armee. Nach deren Auflösung ging das Eigentum am Kasernengelände auf die Stadt Wetzlar über, die die Spilburg-Kaserne zum Schulstandort umbaute und sämtliche Schulen auf dem Gelände unterbrachte. Die Schulen mussten der Reichswehr weichen, die die Kaserne ab dem 1. November 1934 nutzte. Zunächst wurde das III. Bataillon des Infanterieregiments 36 stationiert. Es folgten weitere Infanterieeinheiten und ab Mitte 1940 die Unteroffiziersschule IX, die später zur Heeresunteroffiziersschule wurde. Diese wurde später aufgelöst und durch die Schule 8 für Fahnenjunker ersetzt.
Kurz vor Ende des Zweiten Weltkrieges besetzten am 29. März 1945 amerikanische Streitkräfte die Wehrmachtkaserne und nutzten sie bis zum Beginn des Koreakrieges unter dem Namen Gaffey Barracks. Von 1951 bis 1955 nutzten Soldaten des französischen Heeres die Kaserne; dann übernahm die Bundeswehr den Standort. Von 1956 bis 1961 wurde sie instand gesetzt und ausgebaut.
Die am 1. August 1956 in Grafenwöhr gegründete Kampfgruppe B5 zog 1957 in die Spilburg-Kaserne ein. 1959 erfolgte die Umgliederung zur Panzergrenadierbrigade 13 mit Sitz am selben Standort. Beim Brigadekommando war zudem das Verbindungskommando Luftwaffe eingerichtet.
Das ab 1. Oktober 1956 zunächst in Grafenwöhr gebildete Panzerjägerbataillon 5 wurde am 27. Mai 1957 in der Spilburg-Kaserne stationiert.
Das am 6. November 1956 in Grafenwöhr aufgestellte III. Bataillon des Artillerieregiments 5 wurde am 4. Juni 1957 in die Spilburg-Kaserne nach Wetzlar verlegt. Im Februar 1959 wurde das Bataillon in Feldartilleriebataillon 135 umbenannt und der Panzergrenadierbrigade 13 unterstellt. 1965 erhielt das Bataillon schließlich die Bezeichnung „Panzerartilleriebataillon 135“.
1957 wurde die Standortkommandantur Wetzlar in der Kaserne eingerichtet. Am 1. April 1967 wurde diese in Verteidigungskreiskommando 434 umbenannt und als Geräteeinheit geführt.
Im März 1957 erfolgte die Stationierung der mittleren Feldzeuginstandsetzungskompanie 539 in der Spilburg-Kaserne. 1962 wurde diese Einheit in mittlere Instandsetzungskompanie 5 umgegliedert. 1972 ging die Kompanie im neuen Versorgungsbataillon 5 auf.
Am 31. März 1959 wurde das Panzerjägerbataillon 5 bereits wieder aufgelöst. Hauptsächlich wurde aus dem Verband das Panzerbataillon 194 gebildet, das in der Lützow-Kaserne in Münster-Handorf seine neue Heimat fand. Die 3. Kompanie wurde hingegen am 1. April 1959 zur Panzerjägerkompanie 130 umgegliedert, die zunächst in der Spilburg-Kaserne verblieb.
Am 1. April 1959 kam es durch Abgaben der Grenadierbataillone 2 mit Standort in Marburg und 351 aus Hammelburg zur Bildung des Panzergrenadierbataillons 131 in der Spilburg-Kaserne in Wetzlar.
Bereits am 14. Februar 1959 wurde aus Teilen des in Diez beheimateten Quartiermeisterbataillons 5 das Versorgungsbataillon 136 gebildet, das auch in der Spilburg-Kaserne untergebracht wurde. Mit der Heeresstruktur III wurde das Versorgungsbataillon 136 im Jahre 1972 aufgelöst. Es erfolgte im selben Zeitpunkt aus Teilen des Bataillons die Aufstellung des Versorgungsbataillons 5, das teilweise in der Spilburg-Kaserne stationiert wurde. 1975 wechselte die Bezeichnung des Bataillons, das fortan Nachschubbataillon 5 hieß.
Ebenfalls am 1. April 1959 wurde die Panzerjägerkompanie 4 aufgestellt, die jedoch bereits im August 1959 nach Kassel verlegte und dort am 31. März 1992 aufgelöst wurde.
Am 16. November 1961 fand die Aufstellung des Panzergrenadierbataillons 132 in der Spilburg-Kaserne statt. Bereits im Dezember 1961 erfolgte jedoch die Verlegung des Bataillons in das Lager Schwarzenborn, wo es am 11. März 1973 in Jägerbataillon 132 und schließlich am 1. Oktober 1981 in Panzergrenadierbataillon 152 umbenannt wurde.
Das teilaktive Krankentransportbataillon 330 wurde am 1. Oktober 1962 aufgestellt und verblieb bis zu seiner Auflösung am 31. März 1997 im Mobilmachungsstützpunkt in der Spilburg-Kaserne. Zugleich waren als Geräteeinheiten die Krankentransportzüge (Schiene) 3001 bis 3005 hier eingelagert.
Die Reservelazarettgruppe 7402 war als Geräteeinheit am 1. Dezember 1965 aufgestellt worden und im Mobilmachungsstützpunkt der Kaserne eingelagert. Sie wurde zum 31. Dezember 1998 aufgelöst.
Die 4./mittleres Instandsetzungsbataillon 450 wurde am 1. Oktober 1966 als Geräteeinheit in der Spilburg-Kaserne aufgestellt. Am 1. Oktober 1972 erfolgte die Umbenennung in 4./Instandsetzungsbataillon 450 als Geräteeinheit und schließlich am 1. Oktober 1975 die Umgliederung in 4./Instandsetzungsbataillon 5. Die Einheit wurde am 30. September 1993 aufgelöst.
1968 wurde die Panzerjägerkompanie 130 in die Husaren-Kaserne nach Sontra verlegt.
Am 1. Januar 1973 wurde der Panzerspähzug 130 der Panzergrenadierbrigade 13 aufgestellt. Er wurde am 1. Oktober 1979 in die Stabskompanie der Brigade eingegliedert und 1982 wieder selbständig. Er verlegte noch im selben Jahr in die Husaren-Kaserne nach Sontra.
1974 wurde in der Spilburg-Kaserne der zweite Artilleriespezialzug der 5. Panzerdivision aufgestellt, nachdem bereits seit den 1960er Jahren ein Spezialzug in Idar-Oberstein in der Klotzberg-Kaserne gebildet worden war. Die in Wetzlar stationierte Einheit erhielt die Bezeichnung Artilleriespezialzug 5/I. Sie war in der Lage, nukleare Sondermunition zu verschießen. Zugeordnet war der Artilleriespezialzug 5/I dem Panzerartilleriebataillon 135. Sein Dienst endete am 16. Juni 1992.
Das Panzergrenadierbataillon 131 wurde am 30. September 1981 mit Einführung der Heeresstruktur 4 der Bundeswehr in Panzergrenadierbataillon 132 umbenannt. Es blieb in der Spilburg-Kaserne. Zudem wurde am 1. Oktober 1981 ein neues, gemischtes Panzergrenadierbataillon 131 aufgestellt. Es handelte sich um eine im Frieden teilweise gekaderte Einheit. Das Bataillon war überwiegend in der Spilburg-Kaserne stationiert. Seine 4. (Panzer-)Kompanie war in der Sixt-von-Armin-Kaserne beheimatet.
Mit dem Ende des Kalten Krieges begannen für die Spilburg-Kaserne tiefgreifende Veränderungen. Bereits am 30. September 1992 wurden das gemischte Panzergrenadierbataillon 131 und das Panzergrenadierbataillon 132 aufgelöst.
Das Panzerartilleriebataillon 135 wurde zum 31. März 1993 außer Dienst gestellt.
Das Nachschubbataillon 5 beendete am 31. März 1993 seinen Dienst. Teile wurden zur Aufstellung des Nachschubbataillons 51 in Schwalmstadt verwendet.
Am 31. März 1994 erfolgte schließlich auch die Auflösung der Panzergrenadierbrigade 13 und des Verbindungskommandos Luftwaffe zum Brigadekommando; die Spilburg-Kaserne war kein Bundeswehr-Standort mehr.
Für die medizinische Versorgung war der Sanitätsbereich 47/6 in der Spilburg-Kaserne mit Material ausgestattet. Ab 1. Oktober 1968 war die Zahnstation H 013 eingerichtet, die zum 1. Oktober 1972 in Zahnstation (Terr) H 408 Wetzlar 1 umbenannt wurde und ab 1. April 1981 Zahnarztgruppe 418/1 hieß. Der Katholische und der Evangelische Standortpfarrer Wetzlar waren in der Kaserne untergebracht. Es war die Standortfernmeldeanlage 415/303 eingerichtet. Für Bauangelegenheiten bestanden die Wallmeistertrupps 471/1 und 471/2.
Das Kasernengelände erlebte danach eine Konversion mit dem Schwerpunkt als Hochschulstandort – das Duale Studienangebot StudiumPlus der Technischen Hochschule Mittelhessen ist hier untergebracht –, Gewerbegebiet sowie der Wohnnutzung. Bis zu seiner Auflösung 2012 blieb das Kreiswehrersatzamt auf dem Gelände.